# Polypedilum alticola
Polypedilum alticola är en tvåvingeart som beskrevs av Jean-Jacques Kieffer 1913. Polypedilum alticola ingår i släktet Polypedilum och familjen fjädermyggor. Inga underarter finns listade i Catalogue of Life.